# Poggio Caselle - Fosso Renaro (Monte Subasio)
Poggio Caselle - Fosso Renaro (Monte Subasio) este o arie protejată (arie specială de conservare — SAC, sit de importanță comunitară — SCI) din Italia întinsă pe o suprafață de 273 ha, integral pe uscat.

## Localizare
Centrul sitului Poggio Caselle - Fosso Renaro (Monte Subasio) este situat la coordonatele 43°00′35″N 12°40′47″E / 43.009722°N 12.679722°E.

## Înființare
Situl Poggio Caselle - Fosso Renaro (Monte Subasio) a fost declarat sit de importanță comunitară în iunie 1995 pentru a proteja 1 specie de plante și 20 de specii de animale. Situl a fost protejat și ca arie specială de conservare în august 2014.

## Biodiversitate
Situată în ecoregiunea mediteraneană, aria protejată conține 5 habitate naturale: Păduri de stejar alb estice, Pseudostepă cu ierburi și specii anuale de Thero-Brachypodietea, Formațiuni de Juniperus communis pe lande sau pajiști calcaroase, Pajiști uscate seminaturale și facies de acoperire cu tufișuri pe substraturi calcaroase (Festuco-Brometalia) (* situri importante pentru orhidee), Păduri de Quercus ilex și Quercus rotundifolia.
La baza desemnării sitului se află mai multe specii protejate:
- plante (1): Himantoglossum adriaticum
- păsări (18): sticlete (Carduelis carduelis), cuc (Cuculus canorus), pițigoi albastru (Cyanistes caeruleus), ciocănitoare pestriță mare (Dendrocopos major), măcăleandru (Erithacus rubecula), cinteză (Fringilla coelebs), gaiță (Garrulus glandarius), grangur (Oriolus oriolus), pițigoi mare (Parus major), pițigoi de brădet (Periparus ater), codroș de munte (Phoenicurus ochruros), pitulice de munte (Phylloscopus collybita), țiclete (Sitta europaea), silvie cu cap negru (Sylvia atricapilla), pănțărușul (Troglodytes troglodytes), mierlă (Turdus merula), strigă (Tyto alba), pupăză (Upupa epops)
- nevertebrate (2): croitorul mare al stejarului (Cerambyx cerdo), rădașcă (Lucanus cervus)

Pe lângă speciile protejate, pe teritoriul sitului au mai fost identificate 5 specii de plante, 1 specie de amfibieni, 6 specii de mamifere, 5 specii de reptile.